# Alexandre Defaux
Jean Alexandre Defaux né le 27 septembre 1826 à Bercy et mort le 4 mars 1900 à Melun est un peintre français de l'École de Barbizon.

## Biographie
Alexandre Defaux est né à Bercy, commune alors à la périphérie de Paris. Principalement connu pour ses peintures à l'huile, Defaux pratique également le pastel et l'aquarelle. Il est une figure de la seconde génération de peintres de l'École de Barbizon  dans la lignée de Jean-Baptiste Corot — dont il fut l'élève — et Jean-François Millet. Ses premiers paysages reflètent l'influence de Corot avec de grandes vues panoramiques urbaines et des personnages en costume de paysan napolitain. Il est connu pour ses peintures de cours de fermes ensoleillées remplies de poules ou d'oies se querellant, bien qu'il ait été également attiré par les sous bois, calmes et semblant être à l'écart de toute activité humaine ou animale. Il a peint presque exclusivement dans la région de Barbizon ou en Normandie.
Tandis qu'une grande partie de son œuvre est conforme au répertoire de sujets de Barbizon (scènes de la vie agricole, animaux domestiques, sous-bois), Defaux a également peint des sujets plus modernes comme des scènes de canotage de Parisiens sur les plans d'eau ou de pique-niqueurs au milieu de troupeaux de moutons.
Pendant les années 1850, Defaux a peint un certain nombre de vues de villes pittoresques de Normandie et des grandes églises médiévales, images très populaires pour les touristes tant français qu'étrangers. Il envoie des vues de carrières autour de Montmartre et de sous-bois de la région de Fontainebleau au Salon de 1859. Travaillant sur une large gamme de motifs, il a aussi adopté des combinaisons de couleurs plus fortes et les techniques plus picturales qui suggèrent des influences s'étendant à d'autres artistes de Barbizon comme Théodore Rousseau ou Narcisse Díaz de la Peña.
Defaux expose régulièrement au Salon jusqu'en 1897. Il est loué par les critiques pour son habileté à manier les outils de peintres : brosse ou couteau. Sa Forêt de Fontainebleau présentée hors-concours au Salon de 1879 a été acquise par l'État français, ainsi que sa grande toile des falaises bretonnes et du port de Pont-Aven, acquis en 1880.
La fin des années 1870 et 1880 semble avoir été une période de succès pour Defaux, avec de bonnes critiques pendant la décennie des années 1880. Le travail de Defaux a été particulièrement apprécié pour sa capacité de combiner des techniques picturales fortes avec des sujets plaisants et une passion pour la campagne française. Une médaille d'or lui a été décernée à l'Exposition universelle de 1900. Ses œuvres sont conservées dans les musées français.
Alexandre Defaux reçoit les insignes de chevalier de la Légion d'honneur en 1881.
Il demeura au 254, boulevard Voltaire à Paris. Il a en outre résidé successivement au 55 ou 57, rue du Cherche-Midi (1859-1863), 85, rue de l'Ouest (1864-1865), 14, rue de la Glacière (1866-1867), 70, boulevard de Bercy et à Épinay-sous-Sénart (1868), 75, rue de la Roquette (1869-1871), 4, rue Duperré (1872-1875), 5 ou 5bis, rue Martin (1876-1880), 49, boulevard de Rochechouart (1881-1894), 98, avenue des Ternes et Montigny-sur-Loing (dès 1895).

## Collections publiques

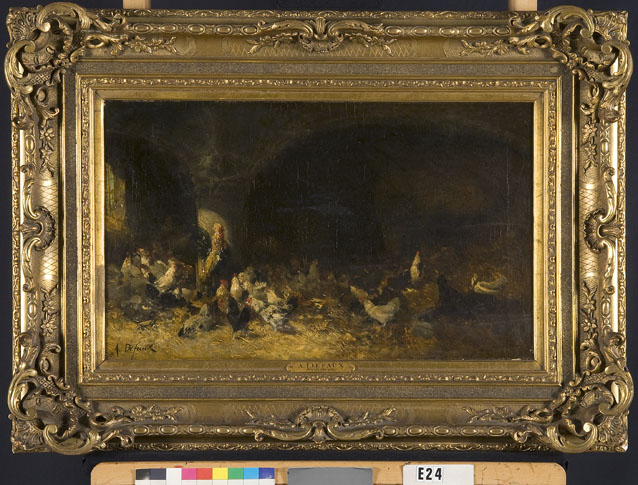
Coq et poulets (1850), Cultural Heritage Agency of the Netherlands Art Collection.

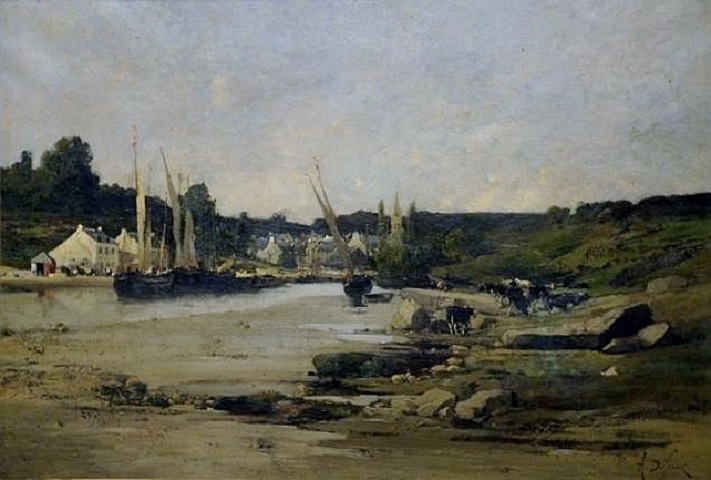
Le Port de Pont-Aven (1880), Paris, musée d'Orsay.

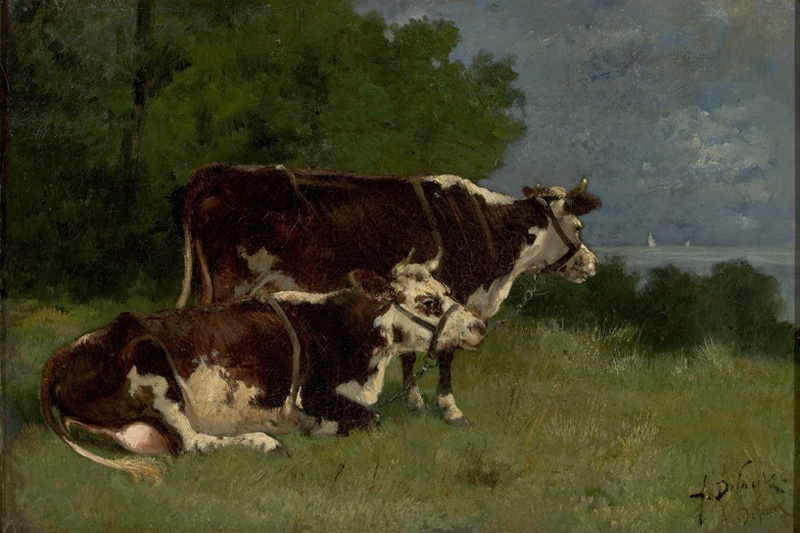
Deux vaches (vers 1880-1890), musée d'Art de São Paulo (Brésil).

- Angers, musée des Beaux-Arts : Un verger et une basse-cour de poules, huile sur toile[6].
- Bourg-en-Bresse, musée de Brou : Cour de ferme avec poules et coqs ou Ferme avec poules et coqs, huile sur toile[7].
- Brest musée des Beaux-Arts : Cour de ferme, huile sur toile, 65 × 92 cm[8].
- Caen, musée des Beaux-Arts : Lisière de la forêt de Sénart, avant 1873, huile sur toile[9].
- Fécamp, musée des Pêcheries[10] :
  - La Falaise, huile sur panneau ;
  - Les Canards, huile sur toile ;
  - Coq et poules, huile sur panneau ;
  - Pommier en fleurs, huile sur toile ;
  - Basse-cour, huile sur toile ;
  - L'Étang, huile sur toile.
- Grenoble, musée de Grenoble : Paysage, cour de ferme, huile sur toile[11].
- Louviers, musée de Louviers : 
  - L'appel à la promenade, huile sur bois ;
  - Poules, huile sur toile.
- Rennes, musée des Beaux-Arts :
  - Arbres en fleurs à Montigny-sur-Loing, huile sur bois[12] ;
  - Cour de ferme ; vue prise à Château-Landon, vers 1895, huile sur toile[13].
- Rouen, musée des Beaux-Arts :
  - Le Plateau de Bellecroix (forêt de Fontainebleau), 1876, huile sur toile[14] ;
  - Les Bords de la Loire après les grandes eaux, 1873, huile sur toile[15].
- Saint-Brieuc, musée d'Art et d'Histoire : Gros temps à Bourg-de-Batz, 1877, huile sur toile[16].
- Vendôme, musée de Vendôme : Étude des bords du Loing, huile sur toile[17].

## Récompenses
- Médaille de 3e classe au Salon de 1871.
- Troisième prix au Salon de 1874.
- Médaille de 2e classe au Salon de 1875.
- Classé hors-concours au Salon de 1875.
- Deuxième médaille au Salon de 1879.

## Élèves
- Pierre Ernest Ballue (1855-1928)[18]
- Alexandre Eugène Baudot[18]
- Michel-Eudes de L'Hay
- Charles-Édouard Frère (en) (1837-1894)[réf. nécessaire][19]